# Ian Richardson (calciatore)
Ian Paul Richardson (Ely, 9 maggio 1964) è un ex calciatore inglese, di ruolo attaccante.

## Carriera
Dopo aver giocato nelle giovanili del Watford, ed aver trascorso la prima parte della stagione 1982-1983 in prima squadra (pur senza esordirvi), nel gennaio del 1983 viene ceduto in prestito al Blackpool, club della seconda divisione inglese, con cui esordisce tra i professionisti all'età di 19 anni, realizzando 2 reti in 5 partite. Nella stagione 1983-1984 segna invece 2 reti in 7 partite in prima divisione con la maglia degli Hornets, con cui ricopre un ruolo rilevante soprattutto in Coppa UEFA: nel corso del torneo, infatti, gioca 5 partite e segna 3 gol. Nelle prime settimane della stagione 1984-1985 gioca poi un'ulteriore partita in prima divisione, per poi trasferirsi in prestito al Rotherham Utd, con cui realizza 3 reti in 5 presenze in seconda divisione. Nell'estate del 1985 viene lasciato libero dal Watford, accasandosi al Chester City, in quarta divisione; qui, nell'arco di due stagioni, realizza complessivamente 10 reti in 35 presenze; gioca poi in questa categoria anche dal 1987 al 1989, segnando 4 reti in 18 presenze con lo Scunthorpe Utd. In seguito gioca poi anche con i semiprofessionisti dello Staines Town.
In carriera ha totalizzato complessivamente 71 presenze e 21 reti nei campionati della Football League.

## Palmarès

### Club

#### Competizioni regionali
- Middlesex Senior Challenge Cup: 1

Staines Town: 1989-1990